# Barreales, Chihuahua
Barreales är en ort i Mexiko.   Den ligger i kommunen Guadalupe och delstaten Chihuahua, i den norra delen av landet, 1 500 km nordväst om huvudstaden Mexico City. Barreales ligger 1 095 meter över havet och antalet invånare är 540.
Terrängen runt Barreales är platt. Runt Barreales är det glesbefolkat, med 10 invånare per kvadratkilometer. Närmaste större samhälle är Praxédis Guerrero, 12,1 km öster om Barreales. Trakten runt Barreales består till största delen av jordbruksmark.